# 팔로마 페드레로
팔로마 페드레로(Paloma Pedrero, 1957년 7월 3일 마드리드 ~ )는 스페인의 배우, 극감독, 극작가이다.

## 생애
1957년 7월 3일 마드리드에서 태어났다. 콤플루텐세대학에서 사회학을 전공한 그녀는 술레마 카츠, 도미니크 데 파시오, 존 스트라스버그, 마르틴 아드헤미안과 알베르토 바이너 등 국제적인 석학들에게서 연기와 연극 연출을 수학했고 헤수스 알라드렌에게서 발성법을, 헤수스 캄포스와 페르민 카발에게서 연극 구성을 배웠다. 청소년 시기부터 연극에 관심이 많아 학교에서 연기 생활을 했으며 ‘잡동사니(cachivache)’라는 독립극단을 창단해 1978년부터 1981년까지 극작 활동과 배우로서 연기 생활을 했다. ‘잡동사니’ 극단에서는 주로 젊은 세대가 관심을 가질 만한 길거리 공연과 아동극을 통해 다양한 실험을 시도했다. 1983년 기예르모 에라스가 연출한 ＜연극의 중심부에서(En el corazón del teatro)＞에 배우로 출연했으며 1987∼1988년에는 ‘자연선택(Selección natural)’이라는 극단에서 공연한 ＜행위(Acciones)＞에 배우로 출연했다. 1985년에는 알베르토 바이너가 연출하고 작가가 직접 쓴 ＜라우렌의 부름(La llamada de Lauren)＞에 로사 역으로 출연하기도 한다.
텔레비전과 영화에도 출연하며 배우로서의 길을 가던 팔로마 페드레로는 1985년에 쓴 ＜개인 수령증(Resguardo personal)＞ 연출을 맡으며 연출가로서도 활동을 시작한다. 스페인의 주요 신문인 ≪엘 문도(El Mundo)≫와 ≪ABC≫에서 칼럼니스트로 활동하던 작가는 현재 ≪라 하손(La Razón)≫의 칼럼니스트로 활동하면서 연극예술학교인 ‘파시피코 에스쿠엘라 데 기온(Pacífico Escuela de Guión)’의 교수로 연기와 연출을 가르치고 있다. 또한 ‘하늘에서 떨어진 사람들(Caídos del cielo)’이란 NGO 극단을 만들어 사회에서 소외된 사람들과 함께 연극을 올리고 있다. 팔로마 페드레로는 배우이자 연출가, 작가, 교수, 칼럼니스트로서 전방위 예술 활동을 펼치고 있으며 그녀의 작품들은 프랑스어, 영어, 독일어는 물론 포르투갈어, 폴란드어, 카탈루냐어, 이탈리아, 슬로바키아어로 번역되어 유럽과 중남미 아프리카에서도 공연되었다.